# Muharram
A Muharram (arab: محرم) az iszlám naptár első hónapja. A „muharram” szó jelentése: „tiltott”, ilyenkor tilos háborút vagy harcot folytatni. A muszlimok a legszentebb hónapnak tartják. Mivel az iszlám naptár egy holdnaptár, a gregorián naptárhoz képest a Muharram évről évre mozog.
Az első napja az iszlám újév.
Az első tíz napján a síiták al-Huszajn haláláról megemlékező gyászidőszakot tartanak. A tizedik nap az Ásúrá, a megemlékezés tetőpontja. A szunniták az áldás napjaként ünneplik a Muharram 10-ét. 
A Muharram megközelítő időszaka:
| iszlám naptár éve | első nap             | utolsó nap           |
| ----------------- | -------------------- | -------------------- |
| 1439              | 2017. szeptember 21. | 2017. október 20.    |
| 1440              | 2018. szeptember 11. | 2018. október 9.     |
| 1441              | 2019. augusztus 31.  | 2019. szeptember 29. |
| 1442              | 2020. augusztus 20.  | 2020. szeptember 17. |